# محسن استادعلی
مُحسن اُستادعلی (زادهٔ ۱۳۶۱ در تهران) کارگردان و مستندساز اهل ایران است.

## زندگی هنری
محسن استادعلی مخملباف در سال ۱۳۶۱ در تهران متولد شد. او فارغ‌التحصیل رشتهٔ کارگردانی از کانون سینماگران جوان و فارغ‌التحصیل سینما با گرایش تدوین است. وی با ساخت فیلم‌هایی چون سکوت، جایی برای زندگی، عادت می‌کنیم و زنانگی، موفق به دریافت جوایز متعددی از جمله جایزه بهترین کارگردانی مستند از جشنوراه فیلم فجر، جایزه بهترین مستند بلند از جشنواره سینما حقیقت و تندیس بهترین فیلم از جشن سینمای ایران شده‌است. وی در شهریور ۱۳۹۷ به عنوان ریاست انجمن کارگردانان سینمای مستند انتخاب شد.
او در آذر ۱۳۹۸ در اختتامیه سیزدهمین جشنواره بین‌المللی سینما حقیقت، جایزهٔ بهترین کارگردانی مستند بلند برای فیلم «خسوف» را به دست آورد و در پیامی این جایزه را به «پویا بختیاری» یکی از جان‌باختگان اعتراضات آبان ۱۳۹۸ تقدیم کرد.

## آثار
- مستند «خسوف»[۸]
- مستند بلند «جایی برای زندگی»[۹][۱۰]
- مستند «سکوت»
- مستند «زنانگی»[۱۱]
- مستند «خوان بی خان»
- مستند «عادت می‌کنیم»[۱]
- مستند «دم صبح»
- مستند «کام تلخ»[۱۲]

## جوایز
- جایزه بهترین کارگردانی مستند بلند برای فیلم «خسوف» از سیزدهمین جشنواره بین‌المللی «سینما حقیقت»[۱۳]
- تندیس شایستگی و دیپلم بهترین فیلم مستند از نوزدهمین جشن بزرگ سینمای ایران برای مستند «زنانگی»[۱۴]
- نامزد بهترین فیلم، تصویر و صدا از شانزدهمین جشن خانه سینما برای مستند «جایی برای زندگی»
- نامزد بهترین فیلم مستند سی و دومین جشنواره فیلم فجر برای مستند «جایی برای زندگی»
- تندیس بهترین کارگردانی مستند بلند و بهترین تدوین از شانزدهمین جشن خانه سینما برای مستند «جایی برای زندگی»
- برنده سیمرغ بلورین بهترین کارگردانی مستند از سی و دومین جشنواره فیلم فجر برای مستند «جایی برای زندگی»[۱۵]
- لوح تقدیر و جایزه بهترین مستند بلند از دهمین جشنواره مستند سینما حقیقت ۱۳۹۵ برای مستند «زنانگی»
- جایزه ویژه هیئت داوران، تندیس جشنواره، دیپلم افتخار از هشتمین جشنواره مستند سینما حقیت ۱۳۹۳ برای مستند بلند «جایی برای زندگی»
- لوح تقدیر و جایزه بهترین مستند اجتماعی از ششمین جشنواره مستند سینما حقیقت ۱۳۹۱ برای مستند «سکوت»